# 1182

## Догађаји
- Април – Прогон Латина: Православни становници Цариграда прогоне млетачке, Ђеновљанске и друге латинске званичнике и трговце који владају као агенти царице Марије Антиохијске. Она је мајка и регенткиња дванаестогодишњег цара Алексија II.
- Август – Андроник Комнин, рођак Маријиног покојног мужа, цара Манојла I Комнина, подиже војску и улази у град, представљајући се као „заштитник“ Алексија. Проглашен је за савладара под именом Андроник I, а Марију је затворио и касније осудио на дављење – присиљавајући Алексија да потпише да се његова мајка погуби.
- 11. мај – Саладин предводи египатске експедиционе снаге из Каира у Сирију. У јуну стиже у Дамаск и сазнаје да је његов нећак Фарух Шах напао Галилеју и опљачкао села близу планине Табор. На повратку, Фарух Шах напада тврђаву Хабис Јалдак, исклесану у стени изнад реке Јармук. Гарнизон, хришћанских Сиријаца без велике жеље да умру за крсташе, одмах се предаје.
- Јул – август – Битка код замка Белвоар: Саладин прелази у Палестину око јужног дела Галилејског језера. Краљ Балдуин IV из Јерусалима маршира са својом војском назад из Ултрејордена и напада Саладинову војску близу замка Белвоар (данашњи Израел). У жестокој бици, крсташи успешно одбијају Саладинову инвазију. На крају дана, свака страна се повлачи, проглашавајући победу.
- Август – Саладин шаље египатску флоту да блокира Бејрут и води своје снаге у долину Бека. Град је снажно утврђен и Балдуин IV јуриша са својом војском из Галилеје – застајући само да покупи бродове који су лежали у лукама Акра и Тир. Не успевши да освоји Бејрут нападом пре него што су крсташи стигли, Саладин прекида опсаду и повлачи се.
- Септембар – Саладин напада регион Џазира, окончавајући примирје између њега и Зангида. Након фингираног напада на Алепо, прелази реку Еуфрат. Градови Џазире падају пред њим; градови Едеса, Саруџ и Нисибин су заузети у октобру. Саладин напредује ка Мосулу и почиње опсаду града 10. новембра.
- Новембар – Ал-Насир, калиф Абасидског калифата, шокиран је ратом између муслиманских другова и покушава да преговара о миру. Саладин, осујећен јаким утврђењима Мосула, повлачи се у Синџар. Маршира да освоји Диарбекир, најбогатију и највећу тврђаву региона Џазире (са најбољом библиотеком у исламу).
- Децембар – Балдуин IV продире кроз Хауран и стиже до Босре, док Рејмонд од Триполија поново осваја Хабис Џалдак. Неколико дана касније, Балдуин креће са крсташким снагама ка Дамаску и логорује се у Дареји у предграђу. Одлучује да не напада град и повлачи се натоварен пленом, да би Божић провео у Тиру.
- Зима – Рене од Шатијона, господар Ултрејордена, наређује изградњу пет бродова који су пребачени у Акабски залив на северном крају Црвеног мора. Део његове флоте врши препад дуж обале, угрожавајући безбедност светих градова на Фараоновом острву.
- Пролеће – Краљ Филип II Август конфискује сву земљу и зграде Јевреја и протерује их из Париза. Мере су краткорочно профитабилне – само откупнине доносе 15.000 марака и обогаћују краља на рачун Јевреја. Деведесет девет Јевреја је живо спаљено у Бри-Конт-Роберу.
- 12. мај – Краљ Валдемар I Велики умире након 28-годишње владавине у којој је стекао независност од Светог римског царства. Наследио га је деветнаестогодишњи син Кнут VI, који је постао владар Данске.
- Мјешко III Стари, војвода Велике Пољске, сложио се са својим сином Одоном од Познања да подели територије између њих: Мјешко држи своје западне земље, а Одон добија источне земље јужно од реке Обре.
- Мај – јун – Бела III, краљ Угарске, пустоши регион Београда и Баранца (данашње Браничево). У међувремену, кнежевина Србија се удружује са Угарском како би стекла независност.
- Сицилијански покушај да се маварска флота исели са Мајорке није успео.
- Мај – Ера Јова, обележена глађу, завршава се током владавине цара Антокуа у Јапану.
- Маронитска црква поново успоставља своје богослужење.

## Смрти
- Валдемар I Дански

- Кирил Туровски

- Марија Антиохијска
- Марија Комнин (порфирогенита)

- Поликарп Печерски